# Citang
De citang, familietempel of vooroudertempel is een gebouw dat in grote Chinese huizen is te vinden. Het is meestal het centrale punt van een huis of huizencomplex van één familie. Een citang is in het confucianisme zeer belangrijk want een citang is een gebouw waar de voorouders worden geëerd. De citang vindt zijn oorsprong in de Han-dynastie. Voor de jaren 70 van de twintigste eeuw mochten alleen jongens en mannen in de citang komen. In de citang staan de namen van de overleden voorouders op houten plankjes (shenzhupai, 神主牌) op een rij op een grote tafel (shentai, 神臺).

## Altaarkast
De altaarkast (shenlou, 神楼) is de kleinere versie van een citang.

## Gebruik
De citangs worden in dorpen waar mensen dezelfde achternaam hebben gebruikt bij grote dorpsfeesten. In de dorpen in New Territories wordt gezamenlijk P'oen Tsooi gegeten. Vroeger werden de citangs soms als dorpsschool gebruikt. Bij de geboorte van een zoon wordt de geboorte gevierd in de citang door het aansteken van een nieuw gemaakte lampion, die wordt opgehangen aan het dak van de citang. Ook worden er in de citang verjaardagen en andere blijde gebeurtenissen gevierd. Maar er wordt ook gerouwd bij begrafenissen en er worden echtscheidingen vastgesteld.
Vroeger werden problemen in de familie voor de citang opgelost en werden straffen voor de citang uitgevoerd. In TVB soaps wordt soms de 'dag-en-nacht-kniel-voor-het-voorouderaltaar-straf' nagebootst. Dit stamt uit de oude Chinese tijd en hield in dat gestraften net zo lang voor het voorouderaltaar moesten knielen totdat de oudste van de familie vond dat zij mochten stoppen.
Voor de citang en de huiscitang staat een wierookpot waarin elke ochtend nieuwe stokjes wierook worden opgestoken door de familieleden van het huis.
De citangs en huiscitangs worden hoofdzakelijk gebruikt om de voorouders van de familie gunstig te stemmen en er wordt gebeden om wensen te vervullen.

## Religie
De citang en de huiscitang is een belangrijk onderdeel in het leven van Chinese boeddhisten, confucianisten en daoïsten, omdat in deze drie Chinese religies voorouderverering een belangrijk onderdeel is.
De shentai (heilige tafel) en shenzhupai (heilige houten plank) zijn zeer heilig volgens de voorouderverering en mogen dus niet vertrapt worden of aangeraakt worden door niet-familieleden. Vroeger durfden soldaten bij huiszoekingen nooit onder het tafelkleed van de shentai te kijken. Anders zou dat betekenen dat ze respect aan de overledenen schonden.